# Patrick Funk
Pour les articles homonymes, voir Funk (homonymie).
Patrick Funk, né le 11 février 1990 à Aalen, est un footballeur allemand. Pouvant évoluer au poste de milieu défensif ou d'arrière droit, il joue depuis juillet 2019 pour le TSV Essingen.

## Palmarès

### En sélection
Avec l'équipe d'Allemagne des moins de 17 ans
- Troisième place de la Coupe du monde des moins de 17 ans en 2007

### Distinctions personnelles
- Médaille Fritz Walter d'or en 2007 (catégorie moins de 17 ans)

## Statistiques
Le tableau ci-dessous récapitule les statistiques de Patrick Funk lors de sa carrière en club :
| Saison                | Club                  | Championnat           | Championnat | Championnat | Coupe(s) nationale(s) | Coupe(s) nationale(s) | Compétition(s) continentale(s) | Compétition(s) continentale(s) | Compétition(s) continentale(s) | Total | Total |
| Saison                | Club                  | Division              | M.          | B.          | M.                    | B.                    | Comp.                          | M.                             | B.                             | M.    | B.    |
| 2010-2011             | VfB Stuttgart         | Bundesliga            | 9           | 1           | -                     | -                     | C3                             | 6                              | 0                              | 15    | 1     |
| 2011-2012             | FC St. Pauli (prêt)   | 2. Bundesliga         | 25          | 0           | -                     | -                     | -                              | -                              | -                              | 25    | 0     |
| 2012-2013             | FC St. Pauli (prêt)   | 2. Bundesliga         | 31          | 0           | 2                     | 0                     | -                              | -                              | -                              | 33    | 0     |
| 2013-2014             | VfB Stuttgart         | Bundesliga            | -           | -           | -                     | -                     | -                              | -                              | -                              | 0     | 0     |
| 2014-2015             | SV Wehen Wiesbaden    | 3. Liga               | 19          | 1           | -                     | -                     | -                              | -                              | -                              | 19    | 1     |
| 2015-2016             | SV Wehen Wiesbaden    | 3. Liga               | 34          | 0           | -                     | -                     | -                              | -                              | -                              | 34    | 0     |
| 2016-2017             | SV Wehen Wiesbaden    | 3. Liga               | 31          | 1           | -                     | -                     | -                              | -                              | -                              | 31    | 1     |
| 2017-2018             | SV Wehen Wiesbaden    | 3. Liga               | 7           | 1           | -                     | -                     | -                              | -                              | -                              | 7     | 1     |
| Total sur la carrière | Total sur la carrière | Total sur la carrière | 156         | 4           | 2                     | 0                     | -                              | 6                              | 0                              | 164   | 4     |